# Кашмірський конфлікт
Кашмірський конфлікт — конфлікт між Індією та Пакистаном, що триває з 1947 року через приналежність території Кашміру. З кінця 1950-х років в конфлікт вступила Китайська Народна Республіка, під управління якої також відійшла частина території Кашміру.
Джамму і Кашмір — земля, що споконвічно була мостом між Індією, Китаєм й Ірано-мусульманським світом. З давніх-давен тут існували міста з високорозвиненою культурою і проживали послідовники декількох релігій, а саме: мусульмани, індуїсти та буддисти. Протистояння і війни, в тому числі і на релігійному ґрунті, мали місце протягом всієї історії Кашміру, але характер глобального протистояння вони отримали лише після звільнення Індії від британського колоніального панування. Масові зґвалтування як геноцидна зброя використовуються всіма сторонами конфлікту.

## Початок конфлікту
Питання приналежності території Кашміру виникло після розділу колоніальної Індії та утворення в 1947 році незалежних держав — Індійського Союзу і Пакистану. Правителям князівств згідно закону про незалежність Індії від 3 червня 1947 було надано право приєднатися до одного з домініонів або залишитися васалами британської корони. Махараджа Кашміру Харі Сінґх не приєднався до жодної з країн. Населення князівства (90 % мусульман) було невдоволене його деспотичним правлінням і це призвело до збройного повстання. Ситуація в Кашмірі ускладнилася в жовтні 1947 року в результаті вторгнення загонів пуштунів з Пакистану. Махараджа Кашміру звернувся до уряду Індії з проханням про допомогу, заявивши про готовність приєднатися до Індійського Союзу.

## Фази конфлікту

### Перша фаза— Перша індо-пакистанська війна.
26 жовтня 1947 приєднання Кашміру до Індії було оформлено спеціальною угодою, яку не визнав Пакистан, що призвело до збройного конфлікту між двома державами. Війна завершилася 1 січня 1949 року, після чого в липні-серпні цього ж року під егідою ООН було встановлено лінію припинення вогню, яка поділила Кашмір на дві частини — пакистанську (близько 40 % території на заході та північному заході) та індійську (решта території князівства, яка пізніше, в 1956 році, стала індійським штатом Джамму та Кашмір).

### Друга фаза— Індо-китайська війна
Наприкінці 1950-х років виникли територіальні суперечки між Індією та Китайською Народною Республікою; останній почав зближення із Пакистаном. 1962 року спалахнула індо-китайська війна, що завершилася встановленням китайського управління над спірною територією Аксай Чин. У 1963 році між Пакистаном та Китайською Народною Республікою підписано угоду, за якою територія Транс-Каракорум перейшла під китайське управління. Між Китайською Народною Республікою та Пакистаном з того часу існує постійний зв'язок т. зв. каракорумським шосе.

### Третя фаза— Друга індо-пакистанська війна у серпні-вересні 1965 року.
За посередництва СРСР та тиску Ради Безпеки ООН військові дії було припинено, війська відведено, а лінію кордону відновлено станом на 5 серпня. Втрати Пакистану в цій війні перевищили 3800 чоловік, втрати Індії — близько 30000. Основні післявоєнні переговори проводилися в Ташкенті у 1966 році.

### Четверта фаза— Третя індо-пакистанська війна 1971 року.
Із березня 1971 року у Східному Пакистані розпочинаються громадські заворушення, проти яких уряд використовує війська. Спровокований прикордонними сутичками із індійською армією масштабний конфлікт завершився капітуляцією пакистанської армії у східних провінціях та відторгненням її від Пакистану. Так було утворено державу Бангладеш. Влітку 1972 року представники Індії та Пакистану підписали Угоду про припинення вогню. В ході війни індійська армія втратила близько 1500 солдатів, пакистанська — 20000. При цьому 93.000 були захоплені в полон.

### П'ята фаза— Початок ядерного протистояння та Каргільська війна.
У 1998 році індо-пакистанський конфлікт набув нового виміру — обидві держави провели успішні випробування ядерної зброї. Це поклало початок потеплінню у відносинах, що тривало протягом 1998—1999 років. Однак, вже в травні 1999 року розпочався черговий етап ескалації конфлікту — т. зв. Каргільска війна. Навесні 1999 групи пакистанських бойовиків за підтримки артилерії захопили ряд індійських прикордонних пунктів, внаслідок чого індійська армія була втягнута у виснажливу операцію із повернення захоплених прикордонних територій, що потребувала вперше за багато років застосування військової авіації. Втрати індійської армії — близько 700 чоловік; серед бойовиків — більше 4000. Пакистанський уряд заперечував свою причетність до діяльності бойовиків, але двосторонні відносини суттєво погіршилися.
З цього часу періоди короткого примирення змінюються поновленням ворожнечі та провокаціями. З них найбільш відомою є напад терористів на індійський парламент 13 грудня 2001 року, після якого Індія звинуватила Пакистан в підтримці терористів.
Останнім часом спостерігаються покращення у відносинах між Пакистаном та Індією.
29 травня 2018 року пакистанські і індійські військові домовилися уникати обміну артилерійськими обстрілами в спірному районі Гімалаїв в Кашмірі, де в цьому місяці загинули кілька солдатів і цивільних осіб. В оприлюдненій заяві також зазначено, що обидві сторони погодилися у повному обсязі виконати угоду про припинення вогню 2003 року «за формою і по суті негайно забезпечити, щоб надалі припинення вогню не було порушено обома сторонами».